# McLoughlin Brothers

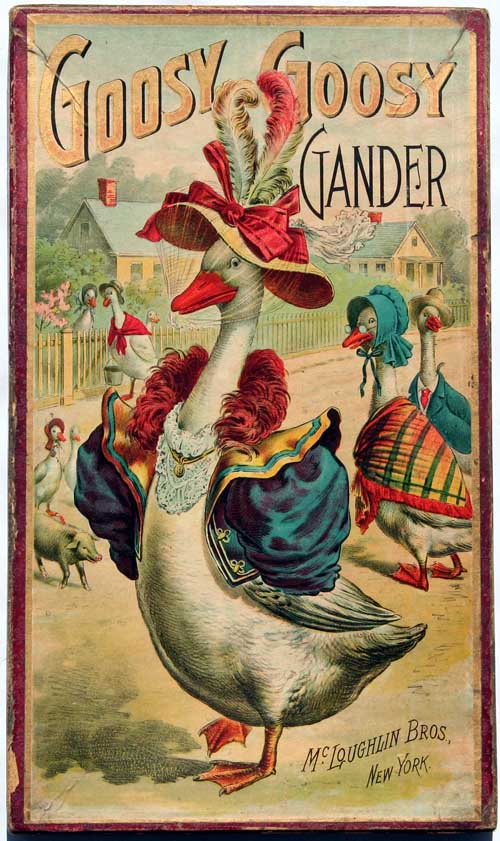
Gänsespiel von McLoughlin Brothers

McLoughlin Brothers war ein bedeutender New Yorker Kinderbuch- und Spieleverlag zwischen 1858 und 1920. Der Verlag verwendete als einer der ersten farbige Illustrationen für Kinderbücher. Viele Illustratoren wurden durch die Veröffentlichungen von McLoughlin bekannt.

## Geschichte

### John McLoughlin Sr.
John McLoughlin, ein schottischer Emigrant und Kutschenbauer, arbeitete bei der Sterling Iron Company, wo er mit Robert Hoe, einem Hersteller von Druckpressen in Kontakt kam. Nachdem McLoughlin 1827 bei der New York Times gearbeitet hatte, kaufte er 1828 eine gebrauchte Handpresse, einige Schriftsätze und produzierte im selben Jahr sein erstes Kinderheft. Ab 1840 vereinigte er sich mit seinem Konkurrenten Robert H. Elton zum New Yorker Unternehmen Elton & Co. Dieses Unternehmen stellte u. a. Bilderbücher und Comics her. McLoughlins Sohn John McLoughlin Jr. (* 1827; † 1905) lernte dort als Jugendlicher Holzstich und Buchdruck und wurde mit 21 Jahren ebenfalls Partner der Firma.

### John McLoughlin Jr.
Als sich 1850/51 Robert H. Elton und John McLoughlin Sr. aus dem Betrieb zurückzogen, übernahm John McLoughlin Jr. die Geschäfte. Er änderte den Namen der Firma in John McLoughlin, Successor to Elton & Co. und veröffentlichte ebenfalls Kinderbücher. Bald übernahm er die Druckformen von Edward Dunigan, einem New Yorker Bilderbuchverlag, für den Robert H. Elton viele Holzsticharbeiten durchführte.

### Die Blütezeit

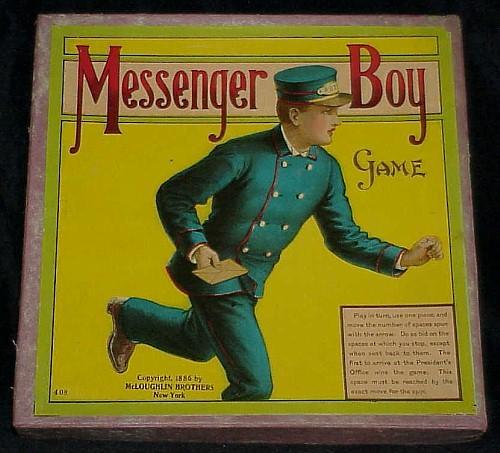
Spiel von 1885

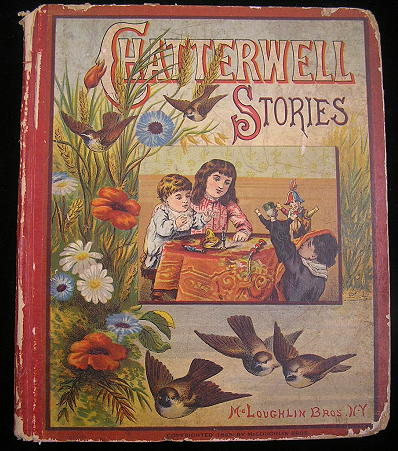
Kinderbuch von 1886

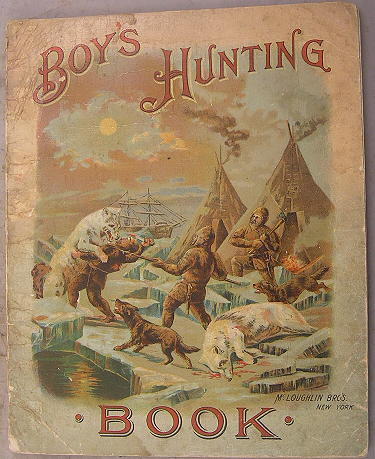
Kinderbuch von 1890

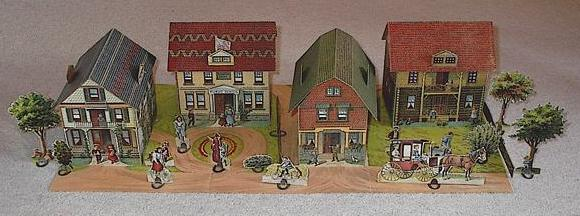
Papierhäuser von 1897

1855 wurde sein jüngerer Bruder Edmund McLoughlin (* 1833/34; † 1889) Partner von John McLoughlin, offiziell gelistet wurde McLoughlin Bros. als Firma aber erst 1858. Die Produktpalette wurde um Spiele, Papierpuppen, anderes Spielzeug und weiteren Büchern erweitert. John McLoughlin Jr. hatte das Talent für die Herstellung von Kinderbüchern von seinem Vater geerbt und experimentierte weiter mit verschiedenen Techniken der Farbillustration. Er war der erste und für lange Zeit der einzige Verleger in Amerika, der Bücher mit Farbillustrationen veröffentlichte. Aufgrund des großen Erfolgs wechselte das Unternehmen 1863 und 1870 seinen Standort innerhalb New Yorks und eröffnete 1871 ein neues Hauptquartier in New York. Ebenfalls 1871 eröffneten McLoughlin Brothers eine Farbdruckfabrik in Brooklyn. Diese Fabrik beschäftigte bis zu 75 Personen und war die größte ihrer Art in den Vereinigten Staaten. Anfangs kopierte die Firma meist Bücher von britischen Verlegern und Illustratoren wie Randolph Caldecott, Kate Greenaway und Walter Crane. Später gab es mehrere amerikanische Illustratoren, die für McLoughlin Brothers arbeiteten. Der wichtigste Illustrator von McLoughlin war Thomas Nast. Nach Nast wurden andere berühmte Künstler wie Palmer Cox, Justin H. Howard, Helena Maguire, G.A. Davis, Jessie Willcox Smith, William Momberger, Ida Waugh und Howard Pyle engagiert, die den Erfolg von McLoughlin mehrten. Viele Werke wurden aber auch ohne Angaben der Künstler veröffentlicht.
Nachdem 1885 Edmund McLoughlin in den Ruhestand gegangen war, leitete John McLoughlin Jr. mit Hilfe seiner Söhne James Gregory McLoughlin und Charles McLoughlin die Firma weiter. Ab 1886 wurden u. a. Volksbücher, große Bilderbücher, Leinenbücher, Puzzle, Spiele und Papierpuppen veröffentlicht.

### Tod von John McLoughlin Jr.
Nach dem Tod von John McLoughlin Jr. 1905 übernahmen seine Söhne James Gregory und Charles das Unternehmen. McLoughlin Brothers verloren nun allerdings die Führung sowohl in künstlerischer als auch in kommerzieller Hinsicht. 1919 schieden beide aus dem Unternehmen aus und H.F. Stewart wurde Präsident der Firma, während Gregory McLoughlin, Sohn von James Gregory McLoughlin, Vizepräsident wurde.

### Milton Bradley
1920 wurde McLoughlin Brothers an den Hauptkonkurrenten Milton Bradley verkauft und die Fabrik in Brooklyn geschlossen. Die Produktion wurde nach Springfield, Massachusetts verlegt. Nach dem Verkauf wurden weiter Bilderbücher, aber weniger Spiele hergestellt. In den 1930ern hatte McLoughlin Brothers Erfolge mit den mechanischen Papierspielzeugen Jolly Jump-Ups. Während des Zweiten Weltkrieges wurde die Produktion der McLoughlin-Abteilung von Milton Bradley gestoppt. Zwischen 1950 und 1951 wurden während des Verkaufsprozesses die Sammlungen des Archivs (Bücher, Zeichnungen, Korrespondenzen, Druckformen, Papierpuppen, Holzpuppen, Puzzle, Spiele) zwischen den Mitgliedern des Executive Boards der McLoughlin-Abteilung aufgeteilt.

### Julius Kushner
Im Dezember 1951 wurde das Warenzeichen McLoughlin Bros. an den New Yorker Spielzeugfabrikanten Julius Kushner verkauft und einige erfolgreiche Spielzeuge wie die Jolly Jump-Ups wieder aufgelegt.

### Grosset & Dunlap
Im Juni 1954 wurden die Kinderbücher von McLoughlin an Grosset & Dunlap verkauft. Es wurden weiter Bücher unter dem Namen von McLoughlin gedruckt, ab den 1970er Jahren wurde er nicht mehr verwendet.

## Archiv
Einen Teil des Archives übernahm 1950/51 der Vizepräsident Charles Ernest Miller (* 1869; † 1951). Nach seinem Tod am 4. März 1951 erhielt Ruth Miller die Sammlung, welche sie 1968 an den Sammler Herbert H. Hosmer verkaufte. 1978 verschenkte er die Sammlung der American Antiquarian Society.
Ein anderer Teil befindet sich heute in der de Grummond Children's Literature Collection der University of Southern Mississippi.